# Cantó de Bricquebec
El cantó de Bricquebec és un cantó francès del departament de la Manche, situat al districte de Cherbourg-Octeville. Té 14 municipis i el cap es Bricquebec.

## Municipis
- Breuville
- Bricquebec
- L'Étang-Bertrand
- Magneville
- Morville
- Négreville
- Les Perques
- Quettetot
- Rauville-la-Bigot
- Rocheville
- Saint-Martin-le-Hébert
- Sottevast
- Le Valdécie
- Le Vrétot

## Història
| Data d'elecció                           | Identitat         | Partit           | Qualitat |
| ---------------------------------------- | ----------------- | ---------------- | -------- |
| 1945-1949                                | Joseph Thiébot    | MRP              |          |
| 1949-1963                                | Marcel Grillard   | Independent      |          |
| 1963-1985                                | Joseph Thiébot    | Divers droite    |          |
| 1985-2004                                | Henri-Louis Védie | RPR              |          |
| 2004-                                    | Patrice Pillet    | RPR, després UMP |          |
| les dades anteriors no són pas conegudes |                   |                  |          |
|                                          |                   |                  |          |

## Demografia
| A partir de 1990: Població sense dobles comptes |